# Jesús Rodríguez Hernández
Jesús Rodríguez Hernández (Santiago de Querétaro, Querétaro; 7 de julio) es un abogado y político mexicano, miembro del Partido Revolucionario Institucional y es Vicepresidente de la Mesa Directiva de la Cámara de Diputados. Fue diputado federal por el Estado de Querétaro desde el 1 de septiembre de 2009. Fue Presidente Municipal del municipio de Santiago de Querétaro en el periodo de 1994 a 1997.

## Historia
Nacido en Santiago de Querétaro, estudió la Licenciatura en Derecho en la Universidad Autónoma de Querétaro y ha cursado diversos diplomados en administración pública y notaría pública.

## Administración pública local
Bajo su gestión como Presidente Municipal del municipio de Santiago de Querétaro, la UNESCO otorgó el título de Patrimonio Cultural de la Humanidad a la Zona de Monumentos Históricos de Querétaro en 1996.
En la administración pública local se desempeñó como Juez Municipal de 1979 a 1980. Fue secretario auxiliar del Gobernador Rafael Camacho Guzmán de 1980 a 1982 y Director de Gobierno en 1983 durante esa misma gestión. 
Entre 1985 y 1988 fue Secretario del Ayuntamiento, durante la gubernatura de Mariano Palacios Alcocer y de 1991 a 1994 fue Secretario de Gobierno durante la gestión de Enrique Burgos García.
Asimismo, fue diputado local en la XLIX Legislatura de 1988 a 1991 en donde se desempeñó como Presidente de la Gran Comisión, Presidente de la Comisión de Puntos Constitucionales y Presidente de la Comisión de Gobernación.

## Diputado federal
En su calidad como diputado federal en el H. Congreso de la Unión, fue responsable de llevar a cabo el Reglamento de la Cámara de Diputados, siendo su principal gestor como Presidente de la Comisión de Régimen, Reglamentos y Prácticas Parlamentaria, mismo que busca hacer más eficiente el proceso legislativo, eliminando la congeladora, regulando el cabildeo y estableciendo periodos específicos para dictaminar iniciativas.
Así mismo ocupó cargos dentro de las Comisiones de Puntos Constitucionales, Desarrollo Metropolitano, Fortalecimiento al Federalismo y la especial, de la Industria Automotriz. Como Coordinador de su bancada del Estado de Querétaro en la LXI Legislatura, consiguió el mayor presupuesto para la Universidad Autónoma de Querétaro en la historia, actualmente ya fue superado. 

## Publicaciones y actividad docente
En mayo de 2002, publicó su libro “Estacionamiento Plaza de la Constitución”, en donde aborda temas de índole político institucional del Estado de Querétaro. Su actividad docente comprende desde el año de 1980 en donde ha impartido materias de derecho civil, teoría del estado, derecho electoral y reforma electoral, publicando también diversos artículos para prestigiados periódicos del Estado de Querétaro.